# Ljudmila Jezjova
Ljudmila Jezjova (ryska: Люмила Андреевна Ежова Гребенкова), född den 4 mars 1982 i Moskva, Ryssland, är en rysk gymnast.
Hon tog OS-brons i lagmångkampen i samband med de olympiska gymnastiktävlingarna 2004 i Aten.